# 埃爾因赫尼奧區

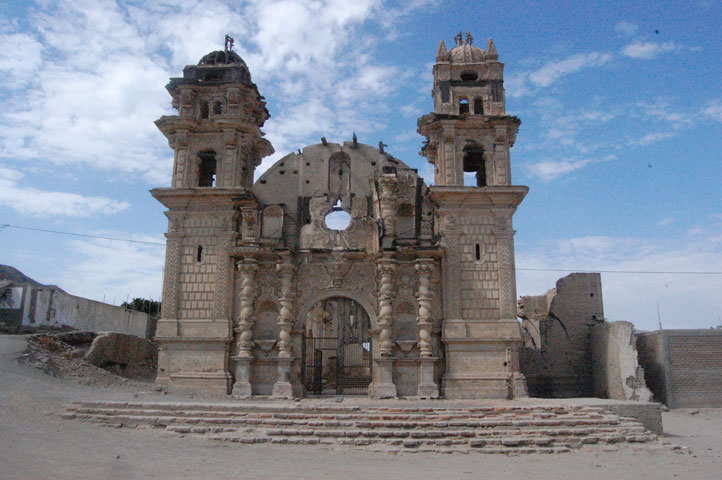

埃爾因赫尼奧區（西班牙語：Distrito de El Ingenio）是秘魯的一個區，位於該國中南部伊卡大區的納斯卡省，始建於1917年11月19日，面積552.4平方公里，海拔高度445米，2005年人口3,343，人口密度每平方公里6.1人。